# Estrutura eletrônica
Na química quântica, a estrutura eletrônica é o estado do movimento de elétrons em um campo eletrostático criado por núcleos estacionários. O termo engloba tanto as funções de onda dos elétrons e as energias associadas a elas. Estrutura eletrônica é obtida através da resolução de equações da mecânica quântica para o referido problema de núcleos presos.
Os problemas de estrutura eletrônica surgem da aproximação de Born–Oppenheimer. Junto com as dinâmicas nucleares, o problema da estrutura eletrônica é uma das duas etapas no estudo do movimento de um sistema molecular em mecânica quântica . Exceto por um pequeno número de problemas simples, tais como átomos hidrogenóides, a solução de problemas da estrutura eletrônica requerem computadores modernos.
O problema da estrutura eletrônica  é rotineiramente resolvido com programas computacionais para química quântica. Cálculos de estrutura eletrônica encontram-se entre as mais computacionalmente intensivas tarefas de todos os cálculos científicos. Por esta razão, os cálculos de química quântica são ações importantes  e tomam muito tempo em supercomputadores científicos.
Um grande número de métodos para obter eletrônico estruturas existentes e sua aplicabilidade varia de caso para caso.